# Vorticella
Vorticella è un genere di protozoi, appartenente al phylum Ciliophora. Vive nei fondali stagnanti ancorata con uno pseudopodo. Ai bordi della cavità orale sono presenti ciglia che creando un piccolo vortice risucchiano le prede (altri microorganismi). Generalmente vivono in colonie.

## Elenco delle specie
- Vorticella astyliformis
- Vorticella campanula
- Vorticella citrina
- Vorticella communis
- Vorticella convallaria
- Vorticella fusca
- Vorticella gracilis
- Vorticella marina
- Vorticella microstoma
- Vorticella monilata
- Vorticella nebulifera
- Vorticella patellina
- Vorticella picta
- Vorticella similis
- Vorticella sphaerica
- Vorticella striata o Vorticella minima
- Vorticella submicrostoma
- Vorticella utriculus